# Olympische Winterspiele 1992/Teilnehmer (San Marino)
| Gelbes Symbol für Goldmedaillen mit stilisierten Olympischen Ringen | Graues Symbol für Silbermedaillen mit stilisierten Olympischen Ringen | Braundes Symbol für Bronzemedaillen mit stilisierten Olympischen Ringen |
| ------------------------------------------------------------------- | --------------------------------------------------------------------- | ----------------------------------------------------------------------- |
| —                                                                   | —                                                                     | —                                                                       |

San Marino nahm an den Olympischen Winterspielen 1992 im französischen Albertville mit drei Athleten in zwei Sportarten teil.
Es war die vierte Teilnahme San Marinos an Olympischen Winterspielen.

## Teilnehmer nach Sportarten

### Ski Alpin
Männer
- Nicola Ercolani
Super-G: 66. Platz
Riesenslalom: DNF
Slalom: DNF
- Jason Gasperoni
Super-G: DNF
Riesenslalom: 59. Platz
Slalom: DNF

### Ski Nordisch
Männer
- Andrea Sammaritani
10 km klassisch: 109. Platz
15 km Verfolgung: 97. Platz